# Gorna Orjachovitsas flygplats
Gorna Orjachovitsa (bulgariska: Горна Оряховица) är en flygplats i Bulgarien. Den ligger i den centrala delen av landet, 200 km öster om huvudstaden Sofia. Gorna Orjachovitsa ligger 86 meter över havet.
Terrängen runt Gorna Orjachovitsa är platt åt nordost, men åt sydväst är den kuperad. Närmaste större samhälle är Gorna Orjachovitsa, 2,8 km söder om Gorna Orjachovitsa.
Trakten runt Gorna Orjachovitsa består till största delen av jordbruksmark. Runt Gorna Orjachovitsa är det ganska tätbefolkat, med 139 invånare per kvadratkilometer.